# Filarmónica del Krai de Krasnodar Grigori Ponomarenko

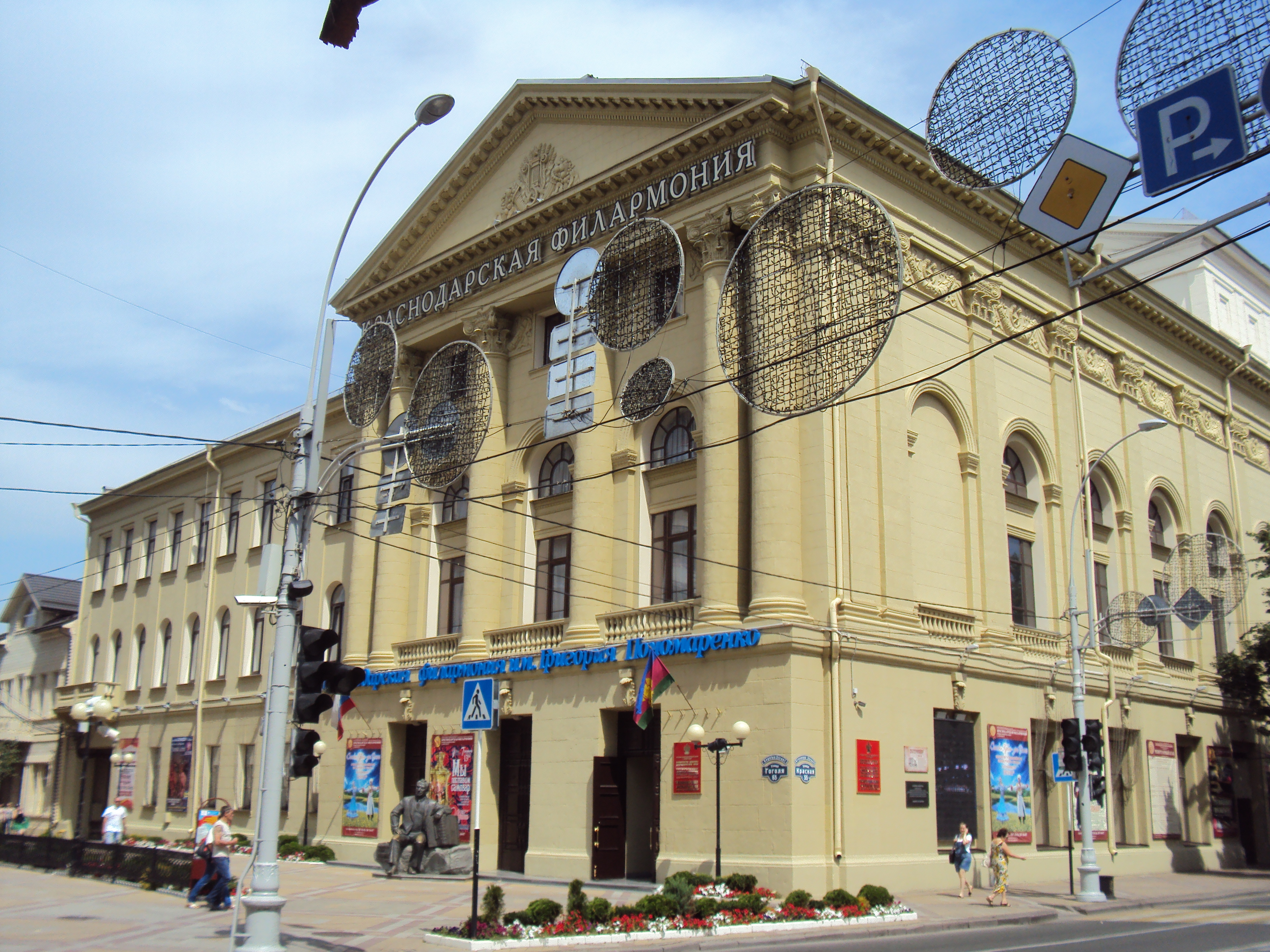
Sede de la Filarmónica.

La Filarmónica del krai de Krasnodar Grigori Ponomarenko (del ruso: Краснодарская краевая государственная филармония имени Григория Пономаренко) es un establecimiento público del krai de Krasnodar para la organización y realización de conciertos culturales. Fue formada el 10 de mayo de 1939. Desde 1997 lleva el nombre del compositor Grigori Ponomarenko. 

## Historia
Con la formación de una compañía fija dramática en el Teatro M. Gorki de Krasnodar (antiguo teatro de Invierno) en 1935 se inició la actividad de la compañía filarmónica. Entre 1934 y 1937 trabajaba en el una filial de la Filarmónica del krai de Azov-Mar Negro. En 1939 se dio la orden de fundar la Filarmónica Pública del krai de Krasnodar. En mayo de ese mismo año comenzó la temporada de conciertos. Durante la Gran Guerra Patria su actividad se detuvo. Tras la liberación de la Alemania nazi por el Ejército Rojo se reanudaron los trabajos. En 1997 se le concedió el nombre del Artista del pueblo de la URSS Grigori Ponomarenko.

## Sede de la Filarmónica
El edificio actual sede de la Filarmónica Grigori Ponomarenko, en el cruce de las calles Krásnaya y Gogol fue construido en 1909 y está catalogado como monumento de la arquitectura. Su proyecto fue llevado a cabo por el académico F. O. Shejteli y construido bajo la dirección del arquitecto de Ekaterinodar A. A. Kozlov y del experto constructor de teatros I. S. Zhuikin. Los terrenos y los fondos para la construcción fueron aportado por los comerciantes V. V. Gurenkov y Boldenkov. Con capacidad para 1.500 espectadores, se le dio el nombre de Teatro de Invierno.
El primer espectáculo ofrecido en el edificio fue Aída de Verdi, estrenada el 2 de octubre de 1909. Pese a no tener compañía propia, por su escenario pasaron intérpretes de la talla de Mathilde Kschessinska, E. Gertsel, Leonid Sóbinov, V. Droviannikov, V. Droviannikov, A. Nezhdánov, V. Durov, Ígor Severianin, Vladímir Mayakovski o Aleksandr Vertinski (tras la guerra civil). Durante la guerra fue usado en 1918 por el II Congreso de Soviets del óblast de Kubán, por el Congreso Extraordinario de los Soviets de la República Soviética del mar Negro y Kubán y en el Congreso Extraordinario de los Soviets del Cáucaso Norte, que contó con la presencia de Sergó Ordzhonikidze, y en el que las repúblicas del Mar Negro-Kubán, de Stávropol y del óblast de Tersk se unieron en la República Soviética del Cáucaso Norte, con capital en Krasnodar. Más tarde, fue rebautizado Teatro Dramático y en 1939 fue designado como sede de la Filarmónica del krai de Krasnodar.
Desde el 7 de noviembre de 1920 volvió a llamarse Teatro de Invierno. En conferencias y congresos asistieron al teatro Kliment Voroshílov, Semión Budionni, Anastás Mikoyán, Mijaíl Kalinin, Gueorgui Plejánov y otros. Se reanudó la actividad teatral y llegaron de gira al teatro, entre otras, la compañía del teatro infantil de Natalia Sats, el estudio de Isadora Duncan y la compañía del Teatro Mali -con Evdokía Turchanínova, Prov Sadovski, Yelena Gógoleva y Aleksandra Yáblochkina.